# Hoplia coluzzii
Hoplia coluzzii är en skalbaggsart som beskrevs av Guido Sabatinelli 1983. Hoplia coluzzii ingår i släktet Hoplia och familjen Melolonthidae. Inga underarter finns listade i Catalogue of Life.